# He's the Greatest Dancer
«He's the Greatest Dancer» es una canción interpretada por el grupo musical Sister Sledge. La canción fue publicada el 27 de diciembre de 1978 como el sencillo principal de We Are Family. La revista Billboard nombró la canción en el puesto #66 en su lista de las 100 mejores canciones de grupos femeninos de todos los tiempos.

## Certificaciones y ventas
| País              | Certificación | Ventas  |
| ----------------- | ------------- | ------- |
| Reino Unido (BPI) | Plata         | 200,000 |